# Changhong Hu
Changhong Hu (kinesiska: 长虹湖) är en sjö i Kina. Den ligger i den autonoma regionen Xinjiang, i den nordvästra delen av landet, omkring 870 kilometer söder om regionhuvudstaden Ürümqi. Changhong Hu ligger 4 902 meter över havet. Arean är 16,7 kvadratkilometer. Trakten runt Changhong Hu är ofruktbar med lite eller ingen växtlighet. Den sträcker sig 4,7 kilometer i nord-sydlig riktning, och 14,1 kilometer i öst-västlig riktning.
Genomsnittlig årsnederbörd är 197 millimeter. Den regnigaste månaden är augusti, med i genomsnitt 54 mm nederbörd, och den torraste är december, med 2 mm nederbörd.